# Katarzyna Kłys
Katarzyna Kłys, z d. Piłocik (ur. 23 kwietnia 1986 w Bielsku-Białej) – polska judoczka. Brązowa medalistka mistrzostw świata (2014), dwukrotna indywidualna wicemistrzyni Europy (2007, 2012), drużynowa mistrzyni Europy (2016), drużynowa wicemistrzyni świata (2015), sześciokrotna mistrzyni Polski seniorek. Olimpijka z Pekinu (2008), Londynu (2012) i Rio de Janeiro (2016). Startuje w kategorii 70 kg.

## Życiorys
Jest absolwentką III Liceum Ogólnokształcącego w Czechowicach-Dziedzicach (2005). Od 1996 była zawodniczką MKS Czechowice-Dziedzice, gdzie prowadził ją trener Bogusław Tyl. W 2009 wyszła za mąż za judokę Artura Kłysa i rozpoczęła starty w barwach Wisły Kraków. Od 2012 reprezentuje barwy UKS Judo Kraków, klubu, którego jest współtwórcą i jednym z trenerów. W 2013 przerwała starty w związku z urodzinami dziecka.

### Sukcesy międzynarodowe
W 2004 została wicemistrzynią Europy juniorek i brązową medalistką mistrzostw świata juniorek. W 2007 i 2012 została indywidualną wicemistrzynią Europy seniorek, w 2010 wywalczyła drużynowe wicemistrzostwo Europy (razem z Martą Kubań Małgorzatą Bielak, Moniką Chróścielewską i Urszulą Sadkowską) a w 2014 zdobyła z drużyną brązowy medal (razem z Ewą Konieczny, Zuzanną Pawlikowską, Arletą Podolak, Agatą Ozdobą, Halimą Mohamed-Seghir, Karoliną Tałach i Katarzyną Furmanek). W 2014 wywalczyła brązowy medal mistrzostw świata indywidualnie, w 2015 została wicemistrzynią świata drużynowo, w 2016 - mistrzynią Europy drużynowo. W swojej karierze ma także zwycięstwa w Pucharze Świata (17.07.2011 w San Salvador) i Pucharze Europy (24.06.2012 - Praga).
Na Igrzyskach Olimpijskich startowała bez sukcesów, w 2008 i 2012 odpadając w pierwszej rundzie, natomiast w 2016 kończąc rywalizację na 1/8 finału.

### Mistrzostwa Polski
Jest mistrzynią Polski kadetek z 2002 w kategorii 57 kg, na mistrzostwach Polski juniorek wywalczyła brązowy medal w 2003 i wicemistrzostwo Polski w 2004 w kategorii 63 kg. W 2006 i 2008 została młodzieżową wicemistrzynią Polski w kategorii 70 kg, w 2007 w tej samej kategorii wiekowej i wagowej wywalczyła srebrny medal. Na seniorskich mistrzostwach Polski pierwszy medal zdobyła w 2003 - brązowy w kategorii 63 kg, kolejne, również brązowe, w 2005 i w 2007 w kategorii 70 kg. Seniorskie wicemistrzostwo Polski wywalczyła pierwszy raz w 2008 (kat. 70 kg), mistrzynią Polski w tej samej kategorii wagowej została cztery razy z rzędu w latach 2009, 2010, 2011 i 2012, a następnie w 2014 i 2015.